# بيتر دافنبورت
بيتر دافنبورت (بالإنجليزية: Peter Davenport)‏ هو لاعب كرة قدم ومدرب كرة قدم بريطاني، ولد في 24 مارس 1961 في بيركنهيد ‏ في المملكة المتحدة. شارك مع منتخب إنجلترا لكرة القدم. أما مع النوادي، فقد لعب مع سانت جونستون وستوكبورت كونتي وماكليسفيلد تاون ومانشستر يونايتد ونادي بانغور سيتي ونادي ساوثبورت ونادي سندرلاند ونادي ميدلزبره ونوتينغهام فورست.

## وصلات خارجية
- بيتر دافنبورت على موقع قاعدة بيانات كرة القدم.إي يو (الإنجليزية)
- بيتر دافنبورت على موقع ناشيونال فوتبول تيمز (الإنجليزية)